# Gibbsiella
Gibbsiella ist eine Bakteriengattung. Es sind Pflanzenschädlinge in dieser Gattung vertreten, so ist die Art G. quercinecans am „Acute Oak Decline“ (akutes Eichensterben) beteiligt.

## Merkmale
Der Gram-Test fällt negativ aus. Sie sind unbeweglich und treten einzeln, paarweise oder in Gruppen auf. Sie besitzen Fimbrien.

## Stoffwechsel und Wachstum
Gibbsiella-Arten sind fakultativ anaerob, sie können also sowohl unter Sauerstoffausschluss als auch in Gegenwart von Sauerstoff wachsen. Die Arten Gibbsiella dentisursi und G. greigii und einige Stämme von G. dentisursi nutzen die Butandiol-Gärung. Es werden Kohlenstoffquellen wie Glukose, Fruktose, Arabinose, Galaktose, Mannose und Maltose zum Zellaufbau und bei der Gärung für den Energiestoffwechsel genutzt. Wie bei vielen Bakterien der Ordnung Enterobacterales können D-Glucose und D-Saccharose als einzige Kohlenstoffquellen genutzt werden.
Die Arten Gibbsiella dentisursi und G. greigii bilden Acetoin, ein Zwischenprodukt der Butandiolgärung. Auch bei einigen Stämmen der Art G. dentisursi wurde es beobachtet.
Gibbsiella-Arten wachsen gut auf Nähragar, Trypton-Soja-Agar (TSA), Luria-Bertani (LB)-Agar und Pepton-Hefe-Glukose-Agar (PYGA) bei Temperaturen zwischen 28 und 37 °C. Die optimale Temperatur liegt für die meisten Arten zwischen 28 und 30 °C (eine Ausnahme ist Gibbsiella dentisursi, sie wächst optimal bei 37 °C), alle Arten können bei Temperaturen von 4–40 °C wachsen. Die Arten wachsen in einem pH-Bereich von 4,5–9 und auf Medien mit einem Salzgehalt (w/v) von bis zu 5 %, wobei der optimale Wert offenbar bei einem pH-Wert von 8–9 und einem Salzgehalt von 1 % liegt.

## Ökologie
Gibbsiella scheint vielfältige Lebensräume zu haben. So umfasst die Gattung Arten, die aus bakteriellen Krebsgeschwüren von Gehölzen wie Eichen, Walnussbäumen, Olivenbäumen, Birnbäumen und Apfelbäumen sowie aus der Mundhöhle von Bären und dem Verdauungstrakt von Insekten isoliert wurden.
Gibsiella quercinecans wurde von Eichen isoliert, die Symptome einer Krankheit zeigen, die als „Acute Oak Decline“ (akutes Eichensterben) bezeichnet wird und z. B. in Großbritannien und Spanien auftritt. Der Typstamm Gibbsiella quercinecans  wurde aus der Traubeneiche (Quercus petraea) im Hoddesdon Park Wood, Hertfordshire, England, isoliert. G. dentisursi wurde aus der Mundhöhle eines Bären isoliert. Im Jahr 2013 wurde ein Stamm von Gibbsiella aus dem Darmtrakt der Schmetterlingsart Mycalesis gotama isoliert und wurde zunächst unter den Namen Gibbsiella papilionis beschrieben. Später wurde der Stamm aufgrund starker Ähnlichkeit zu der Art Gibbsiella dentisursi gestellt. Gibbsiella greigii wird ebenfalls mit Eichensterben in Verbindung gebracht. Diese Art wurde in den Vereinigten Staaten nur von der Schwarzeiche (Quercus kelloggii) isoliert. Sie wurde außerdem von der Flaumeiche (Quercus macrocarpa) isoliert und kann hier ebenfalls Krankheitssymptome hervorrufen.

## Gibbsiella als Pflanzenschädling

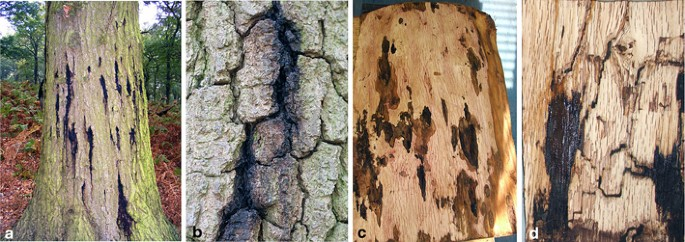
acute oak decline

Das Acute Oak Decline (akute Eichensterben) ist eine relativ neu beschriebene Pflanzenkrankheit, die einheimische Eichenarten in Großbritannien befällt. Erkrankte Bäume sind gekennzeichnet durch Blutungen aus vertikalen Rissen, nekrotischen Läsionen im darunter liegenden lebenden Gewebe und Larven der Zweipunktige Eichenprachtkäfer (Agrilus biguttatus). Die Gewebenekrose und die Blutungen werden vermutlich von Bakterienarten verursacht. Bei den Untersuchungen des akuten Eichensterbens, das 2008 begann, wurden aus dem symptomatischen Gewebe durchweg zahlreiche Stämme isoliert, die zu mehreren verschiedenen Bakterien der Familie der Enterobacteriaceae gehören. Die am häufigsten aus symptomatischen Eichen isolierten Arten sind Gibbsiella quercinecans, Brenneria goodwinii und Rahnella victoriana. Auch die Art Lonsdalea britannica zählt hierzu. Die Mehrzahl der Arten von Brenneria sind pflanzenpathogen, die bis vor 2012 als Brenneria quercina geführte Art gehört zu einem von Brenneria deutlich getrennten Stamm und wurde von Carrie Brady und Mitarbeitern in die neu aufgestellte Gattung Lonsdalea überführt.
Das akute Eichensterben ist eine relativ neu beschriebene Pflanzenkrankheit, das vor allem ausgewachsene Eichen der einheimischen Arten Stieleiche (Quercus robur) und Traubeneiche (Quercus petraea) sowie in geringerem Maße die Zerreiche (Quercus cerris) betrifft. Die Baumkrankheit gibt es in  Großbritannien wahrscheinlich seit über 100 Jahren. Die AOD-Episode von den 2000er scheint jedoch stärker zu sein, stark betroffene Bäume sterben innerhalb von 4–5 Jahren nach Auftreten der Symptome ab. Während frühere AOD-Episoden hauptsächlich das Laub der Bäume betrafen und als Hauptverursacher das Insekt Totrix viridana und der Echte Mehltau Erysiphe alphitoides identifiziert wurden, verursacht der aktuelle Ausbruch von AOD Schäden an der Rinde und am Stamm des Baumes. Die „Acute Oak Decline“ ist eine komplexe Baumkrankheit, wovon noch vieles unklar ist (Stand Mai 2025), da mehrere biotische, wie Insektenbefall und verschiedene Bakterienarten und auch abiotische Faktoren eine Rolle spielen. Zu den abiotischen Faktoren zählen verschiedenen Umweltbelastungen, die je nach Gebiet unterschiedlich sind und im Allgemeinen durch den Klimawandel verstärkt werden.

## Systematik
Die Gattung wurde Gibbsiella genannt zu Ehren des britischen Forstpathologen John N. Gibbs. Die erste beschriebene Art ist der Pflanzenschädling Gibbsiella quercinecans, sie wurde im Jahr 2013 von Carrie Brady und Mitarbeitern beschrieben. Die Gattung zählt zu der Familie Enterobacteriaceae. Die Fettsäureprofile der Gibbsiella-Arten ähneln denen ihrer nächsten phylogenetischen Verwandten Gattung Serratia.
Folgende Arten sind bekannt (Stand:  10. Juni 2025)
- Gibbsiella dentisursi Saito et al. 2013
- Gibbsiella greigii Brady et al. 2015
- Gibbsiella quercinecans Brady et al. 2011

## Genutzte Literatur
- Carrie Brady, Sandra Denman, Susan Kirk, Stephanus Venter, Pablo Rodríguez-Palenzuela, Teresa Coutinho: Description of Gibbsiella quercinecans gen. nov., sp. nov., associated with Acute Oak Decline. In: Systematic and Applied Microbiology. Band 33, Nr. 8, 1. Dezember 2010, ISSN 0723-2020, S. 444–450, doi:10.1016/j.syapm.2010.08.006 (sciencedirect.com [abgerufen am 5. Juni 2025]).
- Carrie L. Brady, Teresa A. Coutinho: Gibbsiella (2022) In: Bergey's manual of systematics of archaea and bacteria (= Wiley online library). Wiley, Hoboken, New Jersey 2015, ISBN 978-1-118-96060-8, doi:10.1002/9781118960608.